# Comet I
A Comet I (A34) a brit hadsereg cirkáló típusú harckocsija volt, amit nem sokkal a második világháború vége előtt vetettek be. Lényegében a Cromwell közepes harckocsi továbbfejlesztett változatának tekinthető és egy fajta köztes típusnak számított, a korábbi brit páncélosok és a Centurion harckocsi között. A brit hadsereg kötelékében 1958-ig használták, míg a külföldi változatokat egészen 1980-as évekig tartották szolgálatban.